# Делатур, Иван
Иван Делатур (Жан де Латур; отчество неизвестно; ум. 1761) — русский военачальник, генерал-майор.

## Биография
Родом француз, выходец из дворян. Католик (при переходе на русскую службу религию не менял). По не слишком достоверным данным родился ещё в 1660-х годах, но, вероятнее всего, был лет на 20 моложе.
Службу во французской армии начал в 1701 году «поручиком» (су-лейтенантом), к 1722 году дослужился до капитана. В 1729 году был принят на русскую службу с чином майора. В  следующем 1730 году зачислен в престижный Лейб-гвардии Измайловский полк капитаном (гвардейские чины считались выше армейских, так что фактически Делатур всё равно получил повышение в чине). Прослужив в Измайловском полку четыре года, в 1734 году перешёл из Лейб-гвардии в армию с чином полковника. 

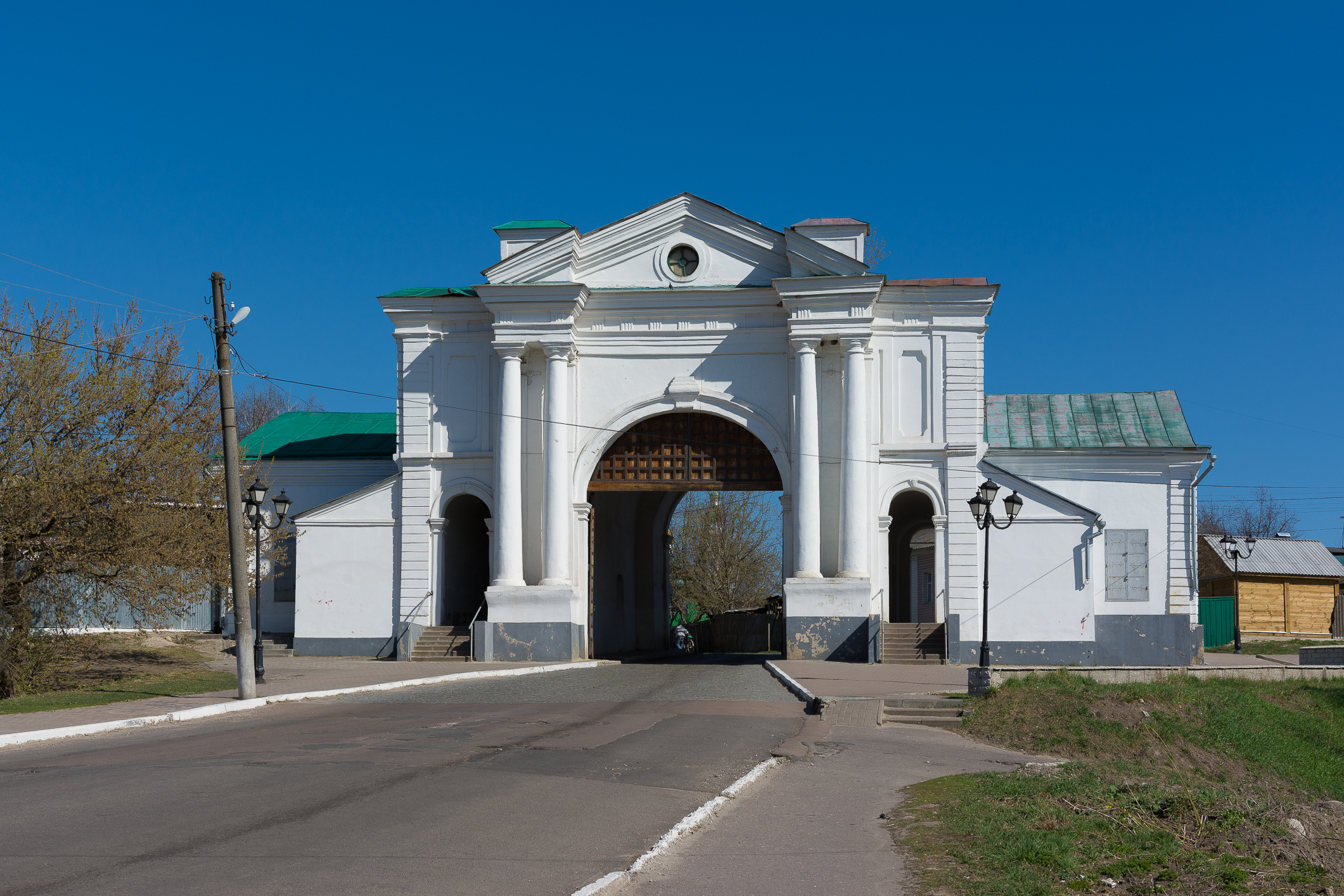
Сохранившиеся ворота Глуховской крепости

План Глуховской крепости по состоянию на 1724 год.

Принимал участие в Русско-турецкой войне (1735—1739) (штурм Перекопа, взятие Бахчисарая — оба в 1736). В следующем году, в ходе той же войны при взятии Очакова, «на приступе в атаке и в других войсковых потребах был» (то есть, непосредственно участвовал в штурме крепости). 
Вскоре после окончания войны, в 1740 году полковник Делатур был назначен комендантом Глухова (Глуховской крепости; ныне на Украине). Находясь на этой должности, был последовательно повышен до бригадира, а затем до генерал-майора. 6 апреля 1761 был награждён орденом Святой Анны (в рассматриваемый период орден Святой Анны имел одну степень). 
Скончался в Глухове в том же году в возрасте лет 80-ти.